# Chiến tranh Việt – Chiêm (982)
Chiến tranh Việt – Chiêm 982 là cuộc chiến do vua Lê Hoàn của Đại Cồ Việt phát động  vào mùa hè năm 982 nhằm bình định vùng lãnh thổ bắc Bạch Mã của vương quốc Champa. Quân Đại Cồ Việt đã giết được Phê Mị Thuế (Paramesvaravarman I) của Chiêm Thành, tàn phá tiềm lực Chiêm Thành ở đất Quảng Nam - Quảng Ngãi. Cuộc chiến nay được xem là sự mở đầu của Nam Tiến. 

## Diễn biến
Từ cuối thế kỷ 9, các triều đại người Việt đã thống trị lãnh thổ phía Bắc Việt Nam. Năm 939, Ngô Quyền đã giành được độc lập từ Nam Hán và xưng đế. Tuy nhiên, nhà Ngô chỉ tồn tại ngắn ngủi. Đinh Bộ Lĩnh lập ra nước Đại Cồ Việt sau khi đánh bại 12 sứ quân (965-968). Sau khi dẹp nội loạn, Đinh Tiên Hoàng gả con gái cho Ngô Nhật Khánh, một trong những hoàng tôn của Ngô Quyền, Nhật Khánh đã dẫn vợ con vào sinh sống tại đất giáp ranh với Chăm-pa. Khi đặt chân đến biên giới phia Nam, Khánh đã rút thanh dao bên hông và chém vào mặt phu nhân, tuyên bố rằng "Phụ thân ngươi đã đe dọa và hãm hiếp mẹ và em gái ta, đời này sao ta còn có thể vì ngươi mà quên đi mối thù này? Ngươi hãy quay về đi, ta sẽ tự tìm cách phục thù". Vì hành động này, Nhật Khánh đã bị đày đi Chăm-pa và không được quay lại Đại Cồ Việt. 
Khi Đinh Tiên Hoàng và thái tử Đinh Liễn bị hoạn quan Đỗ Thích sát hại, Đại Cồ Việt lâm vào loạn lạc. Sau khi nghe tin, Ngô Nhật Khánh đã kích động vua Chăm-pa Phê Mị Thuế để xâm lược Đại Cồ Việt. Năm 979, quân Chiêm được Ngô Nhật Khánh dẫn đường, tổ chức lực lượng thủy quân hùng hậu tiến đánh Hoa Lư theo đường biển, nhưng bị tan vỡ vì gặp bão ở cửa Thần Phù.
Lãnh thổ nằm ở các thung lũng Nam Trung Bộ hẹp và nhỏ, vương quốc Chiêm Thành có thế mạnh về hàng hải và các ngành nghề thủ công, nhưng lại thiếu những miền châu thổ rộng lớn. Bởi vậy, từ khi lập nước, Chiêm Thành liên tục tiến hành các hoạt động quân sự với Đại Cồ Việt. 
Năm 982, Lê Đại Hành cử Ngô Tử Canh và Từ Mục đi sứ Chiêm Thành, bị vua Chiêm bắt giữ. Lê Đại Hành vì thế tức giận, đích thân cầm quân tấn công nước này. Chiêm Thành gặp thất bại nặng, quốc vương Phê Mị Thuế tử trận. Quân Đại Cồ Việt bắt sống vô số quân sĩ, một trăm cung nữ và một nhà sư người Thiên Trúc, thu vàng bạc châu báu, san phẳng thành trì, phá hủy tông miếu. Tròn đúng một năm sau Lê Đại Hành đem quân về Hoa Lư.

## Kết quả
Cuộc chiến đã tàn phá vùng lãnh thổ phía Bắc của Vương quốc Chăm-pa. Lưu Kế Tông, một viên quan người Việt, đã lợi dụng tình thế để nắm quyền kiểm soát kinh đô Indrapura (Phật Thệ). 